# Фьюри, Сидни
Сидни Дж. Фьюри (англ. Sidney J. Furie; 23 февраля 1933, Торонто, Канада) — канадский кинорежиссёр, известный как режиссёр фильмов «Досье Ипкресс», «Супермен 4: Борьба за мир», «Леди поёт блюз» и «Железный орёл».

## Биография
Сидни Джозеф Фьюри родился 28 февраля 1933 года в Торонто, Канада. Родители были еврейскими иммигрантами из Польши, прибывшие в Канаду в 1930 году. Учился в Университете Карнеги-Меллона в Питтсбурге в начале 1950-х годов.
Был женат на Шейле Гилц с 1956 по 1968 год, у них родилось четверо детей. Второй раз женился в 1968 году на Линде Поткин, в котором родилось двое детей.

## Карьера
За фильм «Досье Ипкресс» удостоен премии «BAFTA», а также был номинирован на премию Каннского кинофестиваля. С 1957 по 2017 год снял 56 фильмов и телесериалов.

## Фильмография
- 1958 — Опасный возраст[англ.]
- 1959 — Прохладное звучание из ада[англ.]
- 1961 — Гроб доктора Блада[англ.]
- 1961 — Женщина-змея
- 1961 — Одной ночью[англ.]
- 1961 — Молодые[англ.]
- 1961 — Трое на веселе[англ.]
- 1962 — Парни[англ.]
- 1964 — Прекрасная жизнь[англ.]
- 1964 — Кожаные парни[англ.]
- 1965 — Досье «Ипкресс»
- 1966 — Аппалуза[англ.]
- 1967 — Обнажённый беглец[англ.]
- 1970 — Адвокат[англ.]
- 1970 — Малыш Фаусс и Большой Хэлси[англ.]
- 1972 — Леди поёт блюз
- 1973 — Удар[англ.]
- 1975 — Шейла Левайн умерла и живёт в Нью-Йорке[англ.]
- 1976 — Гейбл и Ломбард[англ.]
- 1977 — Парни из роты С[англ.]
- 1980 — Певец джаза[англ.]
- 1982 — Существо
- 1984 — Пурпурные сердца[англ.]
- 1986 — Железный орёл
- 1987 — Супермен 4: Борьба за мир
- 1988 — Железный орёл 2
- 1991 — Захват Беверли-Хиллз
- 1992 — Божьи коровки
- 1995 — Железный орёл 4[англ.]
- 1996 — Блуждающая пуля
- 1997 — Крыша мира[англ.]
- 1997 — Ярость
- 1999 — Самооборона[англ.]
- 2000 — Мои 5 жён[англ.]
- 2000 — Цепь[англ.]
- 2001 — Поле боя
- 2002 — Партнёры в действии[англ.]
- 2002 — Круг[англ.]
- 2002 — Полный беспредел[англ.]
- 2003 — Урок выживания[англ.]
- 2004 — Напролом[англ.]
- 2005 — Американские солдаты[англ.]
- 2006 — Ветеран[англ.]
- 2011 — Недостойное поведение[англ.]
- 2014 — Надежные Люди[англ.]